# Мензатюк Зірка Захаріївна
Зі́рка Заха́ріївна Мензатю́к (21 жовтня 1954, c. Мамаївці, Кіцманський район, Чернівецька область) — українська письменниця, казкарка, журналістка, членкиня НСПУ (З 1995).

## Життєпис
Вступ до університету був нелегким, але Зірці Мензатюк допомогли численні публікації творів у газетах, перше місце на обласній олімпіаді з української мови і літератури та рекомендація Спілки письменників, яку вона дістала як авторка-початківиця.
- 1972–1977 — навчання на факультеті журналістики Львівського національного університету імені Івана Франка;

Закінчивши університет з червоним дипломом, працювала кореспонденткою газети «Радянська Україна». Робота була цікавою і відповідальною, проте скоро письменниця стала відчувати, що пише не про те, не так, як хоче, тому відмовилася від кар'єри, залишила газету і присвятила себе творчості для дітей. У своїх казках Мензатюк пише про вічні цінності українського народу.
- 1977–1978 — кореспондентка районної газети «Прапор перемоги» м. Заставна Чернівецької області;
- 1979–1985 — кореспондентка республіканської газети «Радянська Україна», м. Київ;
- 1985–1987 — кореспондентка газети «Вісті з України»;

З 1988 й донині на творчій роботі.
У різні роки вела в дитячому журналі «Соняшник» рубрики «Храми України», «Фортеці України», «Щоб любити», «Щоденник мандрівника», також рубрики про святині України в освітній радіопередачі для школярів «АБЦ» на Першому каналі Українського радіо.
Членкиня Національної Спілки письменників України (з 1995), член журі літературної премії Національної спілки письменників України в царині літератури для дітей імені Платона Воронька .
Зірка Мензатюк багато мандрувала. З чоловіком і дочкою щоліта вибиралися у незнайомі куточки України, пригоди і відкриття яких лягли в основу казкової повісті про мандрівку Україною — її славетними місцями, замками й просто мальовничими дорогами, якими весело їхати назустріч несподіванкам.

## Література

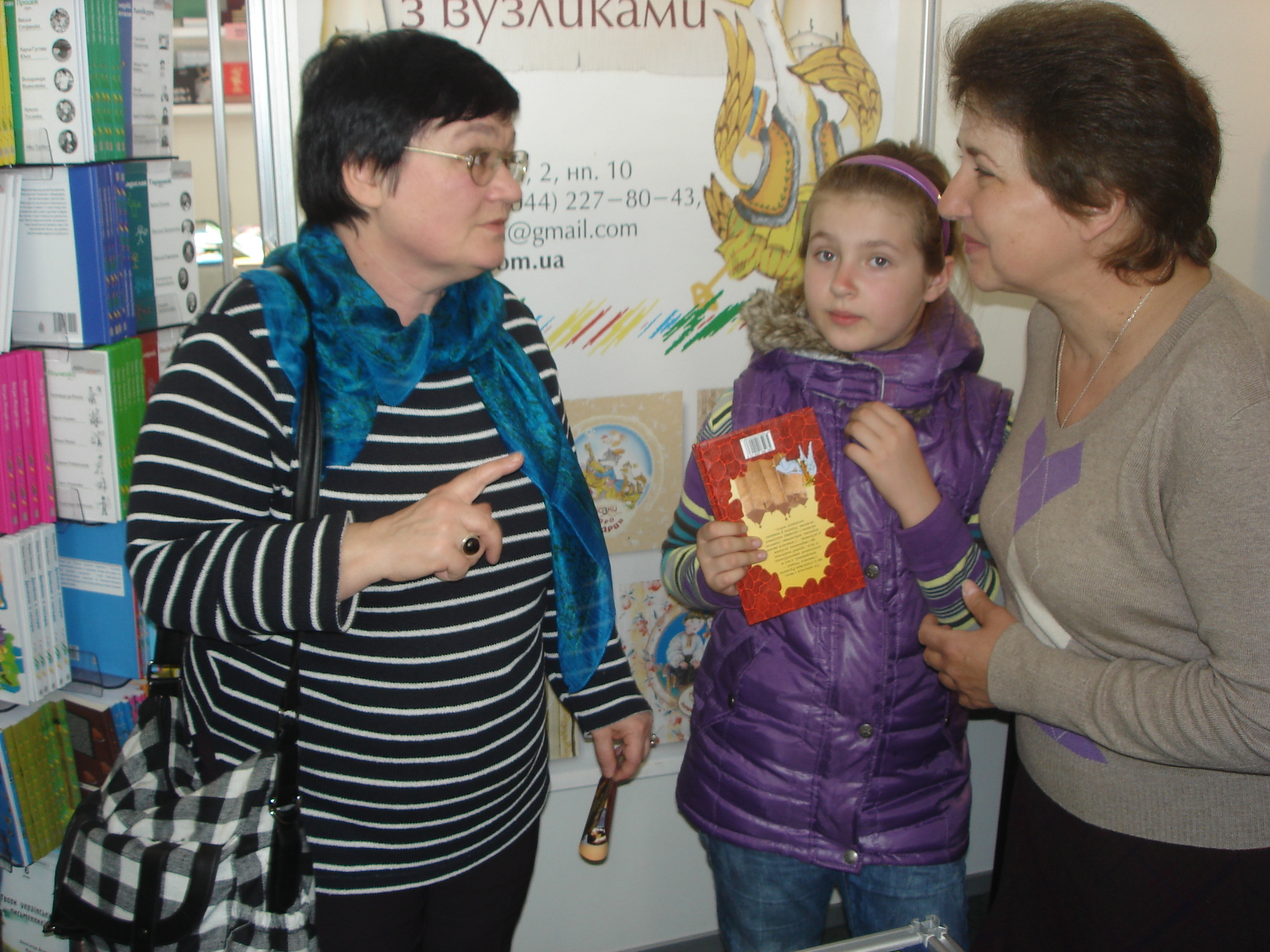
Письменниці Леся Воронина (ліворуч) і Зірка Мензатюк в День дитячої книги на книжковій ярмарці (2011)

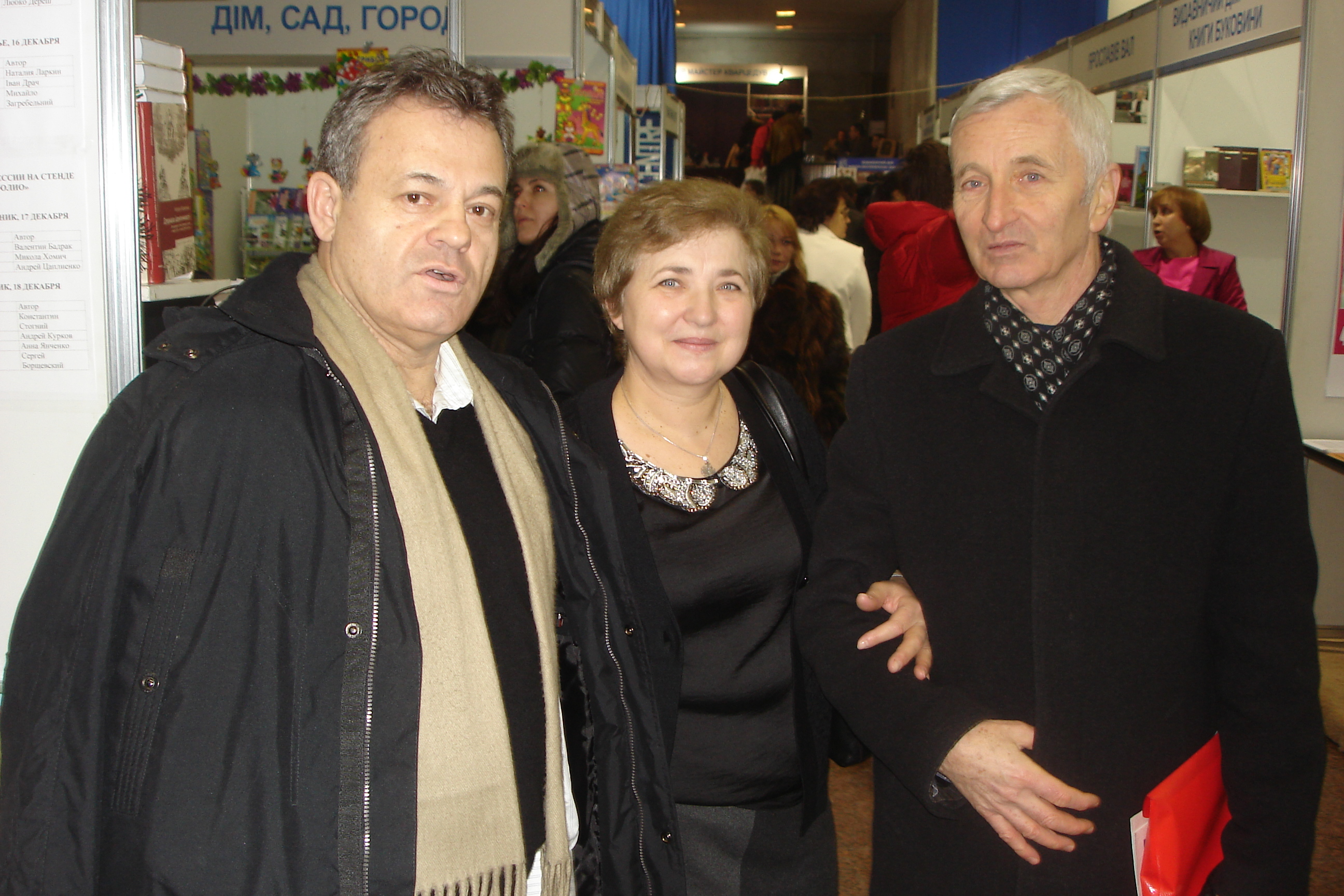
Митці Степан Фіцич, Зірка Мензатюк та письменник Микола Босак на Міжнародній книжковій ярмарці-виставці (2012)

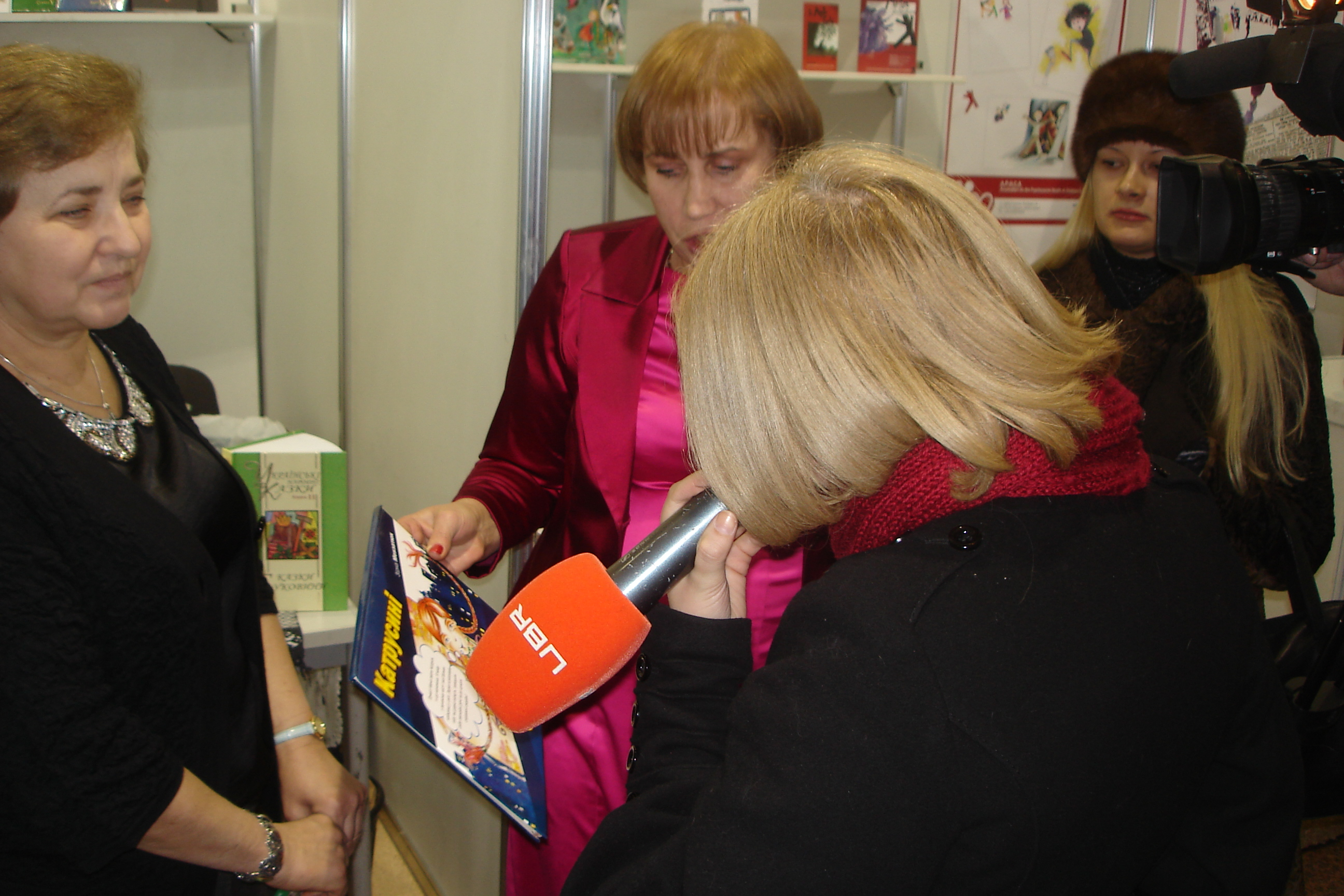
Зірка Мензатюк (ліворуч) дає інтерв'ю журналісту одного з київських телеканалів про свої нові книги (2012)

## Публікації окремими книгами
- Тисяча парасольок. Казки. — К.: «Веселка», 1990
- Арніка. Казка. — К.: «Веселка», 1993
- Оповідання з історії Києва. Підручник для 5 класу загальноосвітньої школи.  — К.: «Гранд», 1998
- Мільйон мільйонів сестричок. Казки.  — К.: «Лелека», 1999
- Наші церкви: історія, дива, легенди. Нариси для дітей середнього шкільного віку.  — К.: «Соняшник», 2002
- Київські казки.- Львів: «Видавництво Старого Лева», 2006
- Kyiv Stories. Переклад Оксани Луцишиної. — Львів: «Видавництво Старого Лева», 2006
- Казочки-куцохвостики. — Львів: «Видавництво Старого Лева», 2006
- Таємниця козацької шаблі. Пригодницька повість. — Львів: «Видавництво Старого Лева», 2006
- Катрусині скарби. Оповідання. -Чернівці: «Букрек», 2007
- Як до жабок говорити. Казки. — К.: «Грані-Т», 2007
- Макове князювання. Казки. — К.: «Школа», 2008
- Український квітник. Есе. — К.: «Грані-Т», 2010, 2011
- Дочка Троянди. Драма-казка. — Острог: «Острозька академія», 2012
- Зварю тобі борщику. Казки. — Львів: «Видавництво Старого Лева», 2012
- Зелені чари. Нариси. — Чернівці, «Букрек», 2012
- Arnica. Переклад на англійську мову Стівена Кента і Віри Міченер. Електронне видання amazon.com (США), 2013.
- Як я руйнувала імперію. — Л.: «Видавництво Старого Лева», 2014
- Чарівні слова. Казочки про мову. — Чернівці: «Букрек», 2016
- Київські казки — Ранок , 2017
- Таємниця козацької шаблі[4]. Пригодницька повість.- Львів: «Видавництво Старого Лева», 2006
- Дике літо в Криму — Абабагаламага, 2018
- Ангел Золоте волосся. 2019
- Величні собори України: нариси для допитливих. — Чернівці: «Букрек», 2020
- Відчайдушні вершники — Абабагаламага, 2023[5].

## Відзнаки і нагороди
- Літературна премія імені Наталі Забіли (2005);
- Премія Кабінету Міністрів України імені Лесі Українки за літературно-мистецькі твори для дітей та юнацтва (2007);
- Лауреатка Міжнародного літературного конкурсу в США (2002);
- Книжка «Казочки-куцохвостики» здобула титул «Книжка року 2006» у номінації «Дитяче свято»;
- Третя премія Міжнародної київської виставки-ярмарку «Книжковий світ» (2006) в номінації «Найкраща дитяча книга».
- Друге місце у номінації «Підліткова та юнацька література» в XVI Всеукраїнському рейтинзі «Книжка року 2014».
- Претендентка від України в 2017 році на здобуття Меморіальної премії імені Астрід Ліндгрен.

## Родина
Чоловік — (Фіцич Степан Миколайович) (1951—2014), (народний артист України), (Національної опери України імені Тараса Григоровича Шевченка).
Донька — (Наталка Фіцич), тележурналістка одного із київських телеканалів.
Зять — (Ар'єв Володимир Ігорович), фізик, журналіст, політик.
Внучка — Ярина, студентка київського вузу.

## Цитати
- «Для багатьох дорослих дядь і тьоть, у тому числі й письменників, світ підлітків — це така собі terra incognita, звідки ми давно пішли і не знаємо, що там діється. Якщо в героях „дорослої“ літератури можна змальовувати а хоч би й себе коханого — свої вподобання, переживання, і читачеві то буде цікаво, то у творах для підлітків такий „номер“ не пройде. Тут потрібне перевтілення. Потрібні знання про цю „землю невідому“, в яку нас не поспішають впускати».[6]
- «Коли розмовляємо рідною мовою, ми звучимо в унісон зі своєю землею!»[7]
- «Від діда Танасія я дістала промовистий дарунок — товсту книгу поезії Лесі Українки. Та книжка стала моєю улюбленою, як і образ самої Лесі. У ній я вбачала споріднену душу. Бо ж вона теж з дитинства писала вірші. Як і моїх рідних, Лесину тітку засудили за патріотизм, і саме їй Леся присвятила свій перший вірш. Згодом я грала роль Лесі Українки на шкільній сцені. За творами славетної Лесі писала твір на вступних іспитах. А тепер мої книжки відзначено премією, що носить це дороге для мене ім'я».
- «А от мій батько через моє віршування зажурився. Він розумів, що мені потрібно вчитися, а дочку політв'язня в вузах не чекатимуть. Він побоювався, що через його минуле мені буде складніше в житті. Але він помилявся. Певна доза гіркоти мені випала вже в дитинстві, але вона виявилася ціннішою за будь-які житейські пільги, бо навчала стійкості, терпіння й наполегливості. Навчала всупереч обставинам досягати мети».
- «В своїх казках я пишу про вічні цінності українського народу. Недавно вийшла у світ моя книжка „Макове князювання“, в яку включено казки про наші свята. Адже в святах багато казкового, чарівного! От хоча б перетворення звичайного яєчка в красуню-писанку, що несе на собі чарівні знаки. Про неї я розповіла в казці „Писанка“. Або звичай справляти на Великдень обновки, про який нам нагадує вірш Тараса Шевченка „На Великдень, на соломі“. Чому їх справляли? Що вони значили? Про це — моя казка „Молоданчик“. А хіба не варті казок свято Івана Купала, коли зілля набирається найбільшої сили, або повна краси й поезії Зелена неділя, в якій можна віднайти загублену гармонію життя, і Різдво, і Спаса та Маковія, і чимало інших свят. Вони прикрашали моє дитинство, без них життя втратило б свої найяскравіші барви, тому бережімо їх!».
- «На власній долі я переконалася, що успіх — не надто полохливий птах. Його можна упіймати. Щастя — досяжне, просто треба вміти його відчувати».[3]

## Хобі
Улюблений відпочинок — подорожувати Україною. Також Зірка Захаріївна любить вишивати і це вміння з покоління в покоління передала своїй дочці Наталці; обожнює справляти українські свята, особливо цінує християнські звичаї, бо зростала у побожній родині; також полюбляє читати різного роду літературу.